# Мікаел Чамчян
Мікаел Чамчян (вірм. Միքայել Չամչյան, 4 грудня 1738 — 30 листопада 1823) — вірменський історик і мовознавець.

## Біографія
Мікаел Чамчян народився в Стамбулі. З раннього дитинства він виявив неабиякі здібності. У 23 роки він приїхав у Венецію і вступив до Конгрегації мхітаристів. Незабаром після цього він у званні архімандрита (вардапета) вирушив місіонером в Халеб, а потім в Басру. Повернувшись у 1774 р. у Венецію, Чамчян присвятив себе педагогічній та науковій діяльності. У 1796 р. Мікаел Чамчян був направлений Конгрегацією в Стамбул, де й залишався до кінця життя. Помер він у 1825 р. Перу М. Чамчяна належить багато праць, в основному релігійного характеру. Серед них виділяється його десятитомна праця, присвячена тлумаченням псалмів Давида. У 1779 р. був виданий його підручник граматики вірменської мови.

## Праці
Особливе місце в його творчості займає тритомний твір «Історія Вірменії з початку світобудови до року Господнього 1784», який доктор історичних наук С. Погосян назвав «шедевром літературної і наукової діяльності Мікаела Чамчяна та вірменської історіографії XVIII століття». При написанні своєї праці М. Чамчян використовував не лише греко-римські джерела, але й численні пам'ятні записи — ішатакарани, наявні у вірменських середньовічних рукописах. Перший том твору охоплює період від виникнення вірменського народу до падіння династії Аршакідів. Зазначимо, що, на думку М. Чамчяна, жоден народ не має про своє походження та ранній період своєї історії таких достовірних відомостей, як вірмени. У другому томі висвітлюється період панування сасанідського Ірану, арабського панування і правління династії Багратидів. Велике місце тут приділяється відновленню у Вірменії державності. Третій том присвячений історії Кілікійської держави, а також положенню вірменського народу, який страждав у XVI - XVII ст. від панування Османської імперії та Ірану. В кінці XVIII ст. «Історія Вірменії» була видана у Венеції, у 80-х роках XX ст. твір М. Чамчяна було видано Єреванським державним університетом.